# Staatliche Güterbahn Deuben
| Streckenlänge: | 0,946 km            |                                          |                                          |
| Spurweite: | 1000 mm (Meterspur) |                                          |                                          |
| Stromsystem: | 600 V =             |                                          |                                          |
| Minimaler Radius: | 10 m                |                                          |                                          |
| Streckengeschwindigkeit: | 10 km/h             |                                          |                                          |
| |                     |                                          |                                          |
| \| \| \| Anschlussgleis von Potschappel (1435 mm) \| \| \| \| \| Umsetzanlage \| \| \| \| \| Straßenbahnhof Deuben \| \| \| \| \| Straßenbahn von Dresden (1450 mm) \| \| \| \| \| Straßenbahn nach Coßmannsdorf (1450 mm) \| \| \| \| \| Weißeritz \| \| \| \| \| Anschl. Lederfabrik Sohre \| \| \| \| \| Anschl. Egermühle \| \| \| \| \| \| \| |                     |                                          |                                          |
| Strecke (außer Betrieb) |                     | Anschlussgleis von Potschappel (1435 mm) | Anschlussgleis von Potschappel (1435 mm) |
| Grenze mit U-Bahn (Strecke außer Betrieb) |                     | Umsetzanlage                             | Umsetzanlage                             |
| U-Bahn-Dienststation / Betriebs- oder Güterbahnhof (Strecke außer Betrieb) |                     | Straßenbahnhof Deuben                    | Straßenbahnhof Deuben                    |
| U-Bahn-Abzweig geradeaus und von links (Strecke außer Betrieb) |                     | Straßenbahn von Dresden (1450 mm)        | Straßenbahn von Dresden (1450 mm)        |
| U-Bahn-Abzweig geradeaus und nach rechts (Strecke außer Betrieb) |                     | Straßenbahn nach Coßmannsdorf (1450 mm)  | Straßenbahn nach Coßmannsdorf (1450 mm)  |
| U-Bahn-Brücke über Wasserlauf (Strecke außer Betrieb) |                     | Weißeritz                                | Weißeritz                                |
| U-Bahn-Abzweig geradeaus und von rechts (Strecke außer Betrieb) |                     | Anschl. Lederfabrik Sohre                | Anschl. Lederfabrik Sohre                |
| U-Bahn-Abzweig geradeaus und von rechts (Strecke außer Betrieb) |                     | Anschl. Egermühle                        | Anschl. Egermühle                        |
| |                     |                                          |                                          |

Die Staatliche Güterbahn Deuben (auch Güterzuführungsanlage Deuben) war eine nur dem Güterverkehr dienende Straßenbahn auf dem Gebiet der heutigen Stadt Freital. Ursprünglich von den Königlich Sächsischen Staatseisenbahnen erbaut, war sie später Teil der Dresdner Straßenbahn. Sie war als meterspurige Anschlussbahn für die zahlreichen Fabriken zwischen Potschappel und Hainsberg vorgesehen. Tatsächlich betrieben wurde aber nur das zur Lederfabrik Sohre AG und der Egermühle im Poisental führende Stichgleis.

## Geschichte
Bereits seit 1902 bestand die Plauensche Grundbahn zwischen den damals noch selbstständigen Gemeinden Löbtau (1903 zu Dresden) und Deuben (1921 zu Freital), die später bis Coßmannsdorf fortgesetzt wurde. Im Gegensatz zu den innerstädtischen Dresdner Linien befand sich diese – wie auch andere Überlandstrecken – im Besitz der Königlich Sächsischen Staatseisenbahnen, um eine Konkurrenzsituation zu den Eisenbahnstrecken von vornherein auszuschließen. Erbaut war diese in der in Dresden üblichen Spurweite von 1450 Millimetern. Den Betrieb führte pachtweise die Deutsche Straßenbahn-Gesellschaft in Dresden, ab 1906 die Städtische Straßenbahn Dresden. Bei deren Bau wurde zwischen Potschappel und Deuben auf 2,75 Kilometern eine dritte Schiene für die Güterbahn gelegt. Mit der Verlängerung der Straßenbahn nach Hainsberg wurde die dritte Schiene bis in Höhe Schmelztiegelfabrik (heute Kirchstraße) verlängert. Damit bestand für Unternehmen zwischen Potschappel und Hainsberg nun die Möglichkeit des Eisenbahnanschlusses über die Güterbahn. Die Wahl der Spurweite war in der Absicht begründet, ausschließlich normalspurige Güterwagen auf Rollwagen zu den Fabriken zu befördern. Entgegen den Erwartungen meldeten nur die Egermühle sowie die Lederfabrik Sohre in Deuben ihr Interesse für eine Anbindung an. Da beide Betriebe etwas abseits der Straßenbahntrasse lagen, wurde ein durchgehend meterspuriges Gleis vom Straßenbahnhof Deuben über die Poisentalstraße zu diesen Unternehmen errichtet. Von der errichteten dreischienigen Anlage wurden lediglich 9,18 Meter benutzt.

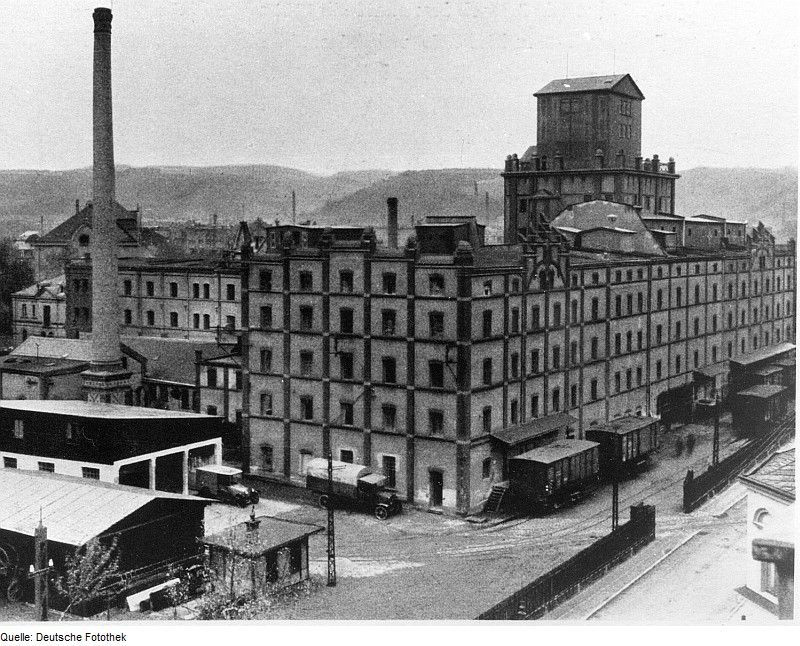
Egermühle (1926)

Am 18. Januar 1906 wurde die Strecke eröffnet. Die Betriebsführung übernahm die Städtische Straßenbahn Dresden. Bereits im ersten Betriebsjahr wurden 28.610 Tonnen Güter befördert.
Mit der Gründung der Deutschen Reichsbahn 1920 verblieben die staatlichen Straßenbahnen im Eigentum des nunmehrigen Freistaates Sachsen. 1926 wurden sie Teil der Dresdner Überland-Verkehr GmbH (DRÜVEG), die erst 1941 in der Dresdner Straßenbahn aufging. Da sich auch nach dem Ersten Weltkrieg keine weiteren Kunden fanden, wurde die dritte Schiene im Straßenbahngleis bis 1936 wieder entfernt. Es verblieb nur das Gleis zur Lederfabrik und zur Egermühle. 1966 wurde das kurze dreischienige Gleis schließlich in ein Vierschienengleis umgebaut.
Die Deubener Güterbahn war so bis 1972 in Betrieb, zunächst als Straßenbahn betrieben, ab 1961 als Anschlussbahn. Bereits 1967 endete die Bedienung der Egermühle (endgültig mit Beseitigung eines Streckenstücks von 10 Metern Länge am 5. November 1967), am 19. November 1972 verkehrten letztmals Wagenzuführungen zur Lederfabrik. Die Straßenbahnstrecke nach Coßmannsdorf wurde wenig später – am 26. Mai 1974 – ebenfalls aufgegeben.

## Lokomotiven und Wagen

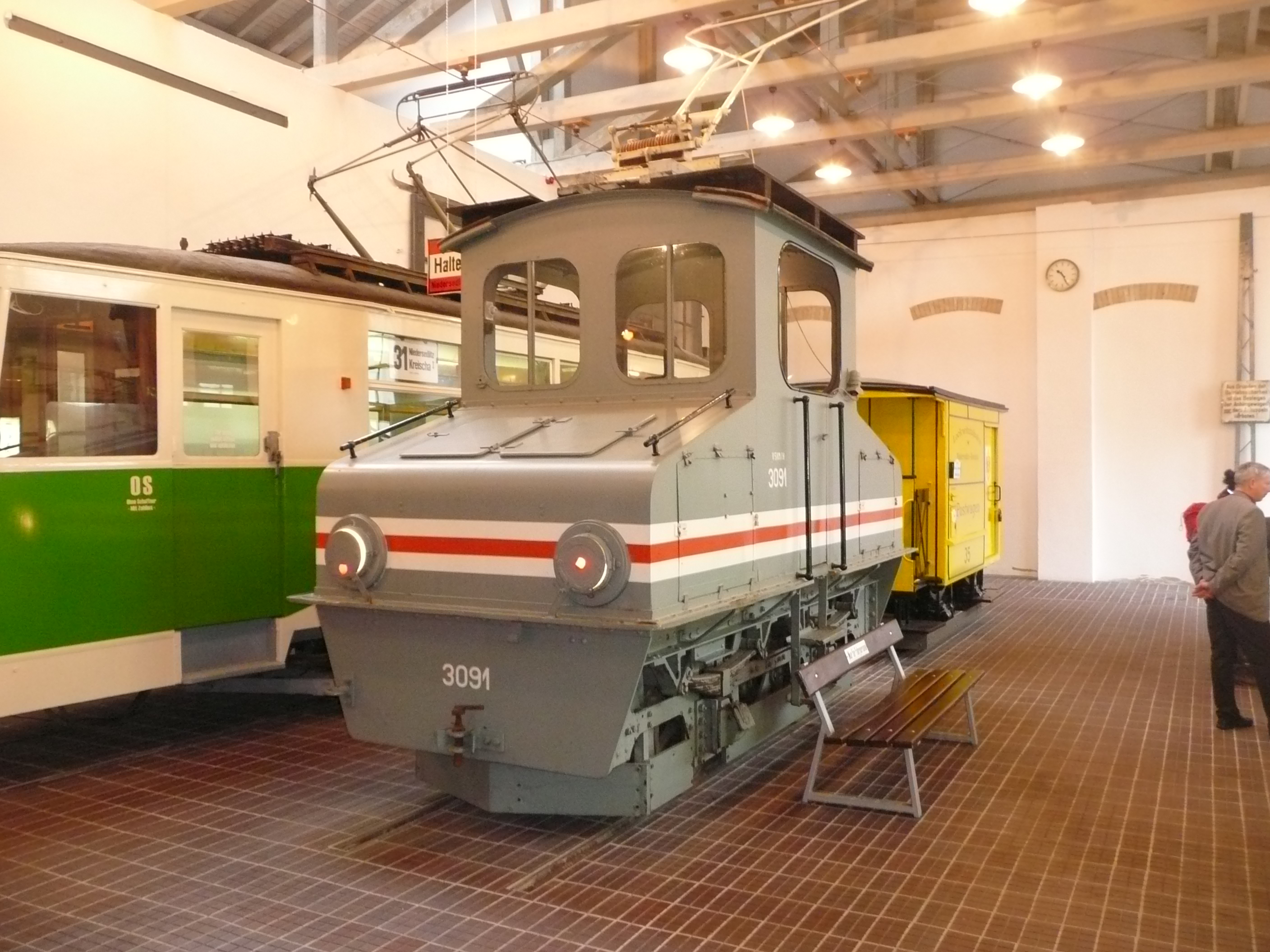
Lokomotive Nummer 1 im Straßenbahnmuseum Dresden, 2015

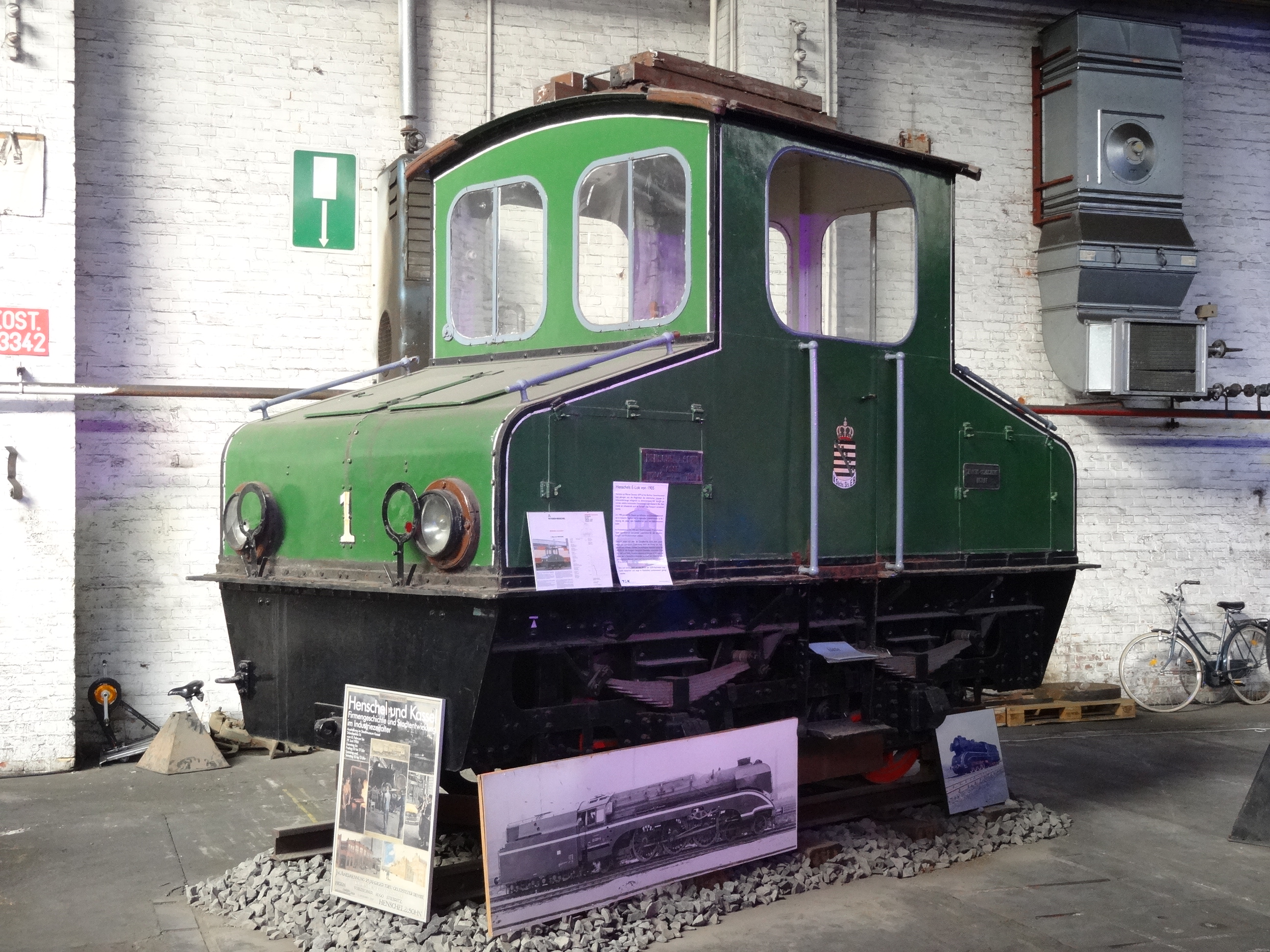
Lokomotive Nummer 2 – fälschlich als Nummer 1 beschriftet – im Technik-Museum Kassel, 2015

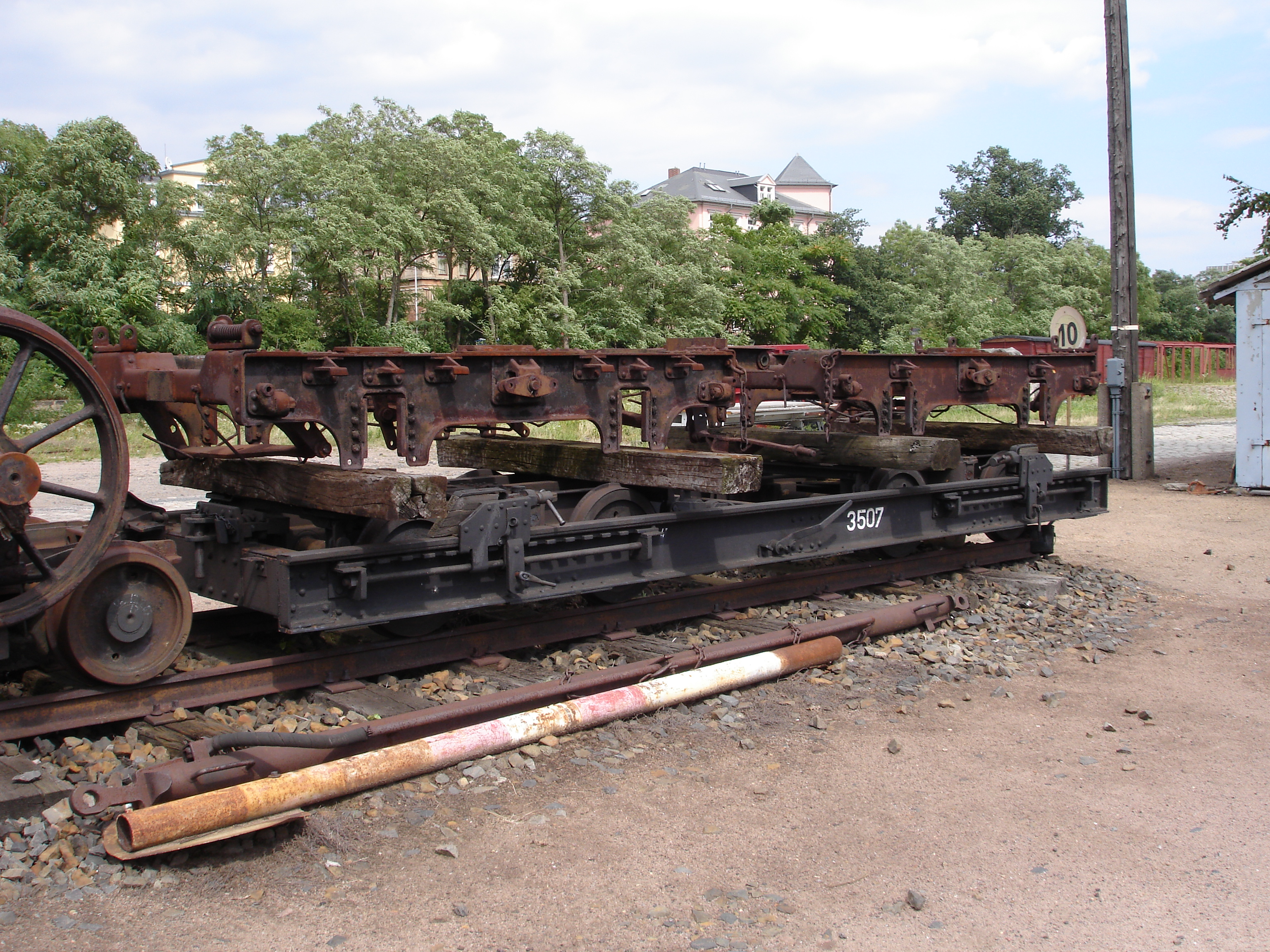
Rollwagen 3507, abgestellt im Bahnhof Radebeul Ost, 2008

Im Auftrag der Königlich Sächsischen Staatseisenbahnen wurden für die Deubener Güterbahn 1905 bei Henschel & Sohn in Kassel zwei elektrische Straßenbahnlokomotiven mit Mittelführerstand unter den Fabriknummern 7443 und 7444 gebaut. Sie erhielten die Betriebsnummern 1 und 2 (später 3091 und 3092). Sie waren die ersten von den K.Sächs.Sts.E.B. beschafften elektrischen Lokomotiven und gehörten bis 1920 buchmäßig zu deren Bestand. Beide Lokomotiven blieben nach der Außerbetriebsetzung – nach deren Zwischenlagerung bei der Industriebahn Albertstadt – museal erhalten. Die ehemalige Nummer 1 gehört heute dem Straßenbahnmuseum Dresden, die Nummer 2 wurde 1979 an den Hersteller in Kassel als Museumslokomotive verkauft und steht – in den Ursprungszustand versetzt – im Technik-Museum Kassel. Fälschlicherweise trägt sie Fabrikschild und Nummer der Schwesterlokomotive Nummer 1.
Für den Transport normalspuriger Wagen erhielt die Deubener Güterbahn 1905 und 1906 zwölf Rollwagen der Gattungen 899 und 900, die von Kelle & Hildebrandt in Großluga geliefert wurden. Zwei weitere Rollwagen der Gattung 900 wurden 1917 nachbeschafft. Die Wagen waren ungefedert und hatten als Bremsausrüstung nur eine Wurfhebelbremse. Fahrzeuge mit ähnlichen Abmessungen wurden später auch für die Schmalspurbahn Klingenthal–Sachsenberg-Georgenthal beschafft. Ein weiterer Rollwagen zur Beförderung dreiachsiger Wagen kam 1917 von der meterspurigen Schmalspurbahn Reichenbach–Oberheinsdorf, wurde jedoch bald abgestellt und 1928 verschrottet. Die Rollwagen wurden 1966 (einer), 1967 (fünf), 1972 (drei) und 1973 (einer) verschrottet, drei wurden an die Lockwitztalbahn abgegeben. Rollwagen 3507 blieb als Museumsexponat erhalten und befindet sich heute im Besitz des Traditionsbahn Radebeul e. V.
Als Arbeitswagen wurden 1930 nach deren Umspurung ein Schneepflug, ein Salz- und ein Achsbruchwagen von der Lößnitzbahn umgesetzt, wobei der Schneepflug 1933 verschrottet wurde, ohne dass er je im Einsatz war. Zwei Jahre später wurde der Salzwagen verschrottet. Der Achsbruchwagen blieb bis zur Stilllegung im Einsatz und wurde 1973 verschrottet.